# Грім в ковальні Бога
«Грім в ковальні Бога» — четвертий офіційний студійний альбом українського фолк-метал гурту «Тінь Сонця». Презентація альбому відбулася 15 лютого 2014 у Львові. Запис та зведення відбувалися на студії одного з тогочасних учасників гурту, бандуриста Івана Лузана — Soncesvit Studio, а реліз на CD відбувався на лейблі «САМЕ ТАК!».

## Про альбом
Перший сингл з альбому, «Коли на серці сумно», команда презентувала 30 грудня 2012, як подарунок фанатам до Нового року.
Другий сингл, «Ніколи не плач», гурт випустив 26 січня 2013, який присвячений героям Крут та приурочений до 95-ї річниці бою під Крутами.
Третій сингл, «Меч Арея», вийшов 30 грудня 2013. Варто зазначити, що саме рядки з цієї пісні дали назву альбому. Цю пісню написав український бандурист Живосил Лютич ще у 2004. Свої версії цієї пісні мають такі гурти, як Гайдамаки та Говерла.
Сам альбом вийшов 15 лютого 2014, до якого увійшли пісні, авторами текстів якого є відомі письменники. Зокрема, текст композиції «Збої» написав український письменник Сергій Пантюк, а музика пісні «Косарі» писалася на вірш українського поета Яківа Щоголіва.
За словами учасників гурту «Альбом є концептуально цілісним, відображає окрему сторінку життя гурту і присвячується українській лицарській традиції від давньоруських часів до сьогодення».

## Список композицій
| Стандартне видання        | Стандартне видання                    | Стандартне видання | Стандартне видання | Стандартне видання |
| #                         | Назва                                 | Автор слів         | Автор музики       | Тривалість         |
| ------------------------- | ------------------------------------- | ------------------ | ------------------ | ------------------ |
| 1.                        | «Меч Арея» (переспів Живосила Лютича) | Живосил Лютич      | Живосил Лютич      | 5:20               |
| 2.                        | «Сонцечоловік»                        | Іван Лузан         | Іван Лузан         | 4:27               |
| 3.                        | «Народна війна»                       | Сергій Василюк     | Сергій Василюк     | 6:09               |
| 4.                        | «Коли на серці сумно»                 | Сергій Василюк     | Сергій Василюк     | 3:09               |
| 5.                        | «Ніколи не плач»                      | Сергій Василюк     | Сергій Василюк     | 4:27               |
| 6.                        | «Збої»                                | Сергій Пантюк      | Сергій Василюк     | 3:26               |
| 7.                        | «Вітряк»                              | Богдан Кийко       | Богдан Кийко       | 4:22               |
| 8.                        | «Косарі»                              | Яків Щоголів       | Віктор Лузан       | 3:56               |
| 9.                        | «Дикі гуси»                           | Сергій Василюк     | Сергій Василюк     | 6:14               |
| 10.                       | «Додому»                              | Сергій Василюк     | Сергій Василюк     | 4:11               |
| 11.                       | «Меч Арея» (інструментальна версія)   |                    | Живосил Лютич      | 5:19               |
| Загальна тривалість 51:03 |                                       |                    |                    |                    |

## Учасники запису
У записі альбому взяли участь:
- Сергій Василюк — вокал, акустична гітара
- Іван Лузан — бандура, клавішні, сопілка, гітара
- Руслан Мікаєлян — гітара
- Микола Лузан — гітара
- Іван Григоряк — бас
- Володимир Хаврук — барабани